# Cordia llanense
Cordia llanense là loài thực vật có hoa trong họ Mồ hôi. Loài này được Killip ex Estrada mô tả khoa học đầu tiên năm 1995.